# Pavelló auricular
|  | Per a altres significats, vegeu «Orelles (alga)». |

El pavelló auricular, o aurícula és la part visible de l'orella externa.
El pavelló auricular és una estructura cartilaginosa (composta per cartílag i pell) la funció és captar les vibracions sonores i redirigir cap a l'interior de l'oïda. Es connecta amb el conducte auditiu extern.
Molts animals són capaços de moure a voluntat el pavelló auricular cap a la direcció de la qual procedeix el so (per exemple, els gossos). En canvi, el pavelló auricular humà és molt menys mòbil; però no manca totalment de moviment, ja que no es posseeix control voluntari dels músculs sobre la seva orientació. Alguns subjectes poden aconseguir moure les seves orelles lleument sota entrenament. A mesura que l'ésser humà envelleix, les orelles continuen el seu creixement, el lòbul cau per gravetat prenent majors proporcions i l'accés al canal auditiu, el glop i l'antitrague adquireixen més pilositat.
Sense l'existència d'aquesta estructura helicoidal, que com un embut canalitza el so, les ones frontals arribarien a l'oïda de forma tangencial i el procés d'audició resultaria menys eficaç, ja que gran part del so es perdria:
Part de la vibració no penetraria en l'oïda, part de la vibració rebotaria sobre el cap i tornaria en la direcció de la qual procedia (reflexió), i part de la vibració aconseguiria envoltar el cap i continuar el seu camí (difracció).
El pavelló té aquesta forma perquè li permet captar i dirigir les ones sonores cap a l'orella mitjana on es troba el timpà.

## Funció
És captar les vibracions sonores i redirigir-les cap a l'interior de l'orella.
Molts animals són capaços de moure a voluntat el pavelló auricular cap a la direcció d'on procedeix el so (per exemple, els gossos). En canvi, el pavelló auricular humà és molt menys direccional, perquè no posseïm aqueix control voluntari sobre la seua orientació.
Sense l'existència d'aquesta estructura helicoidal, que com un embut canalitza el so, els fronts d'ona arribarien de forma perpendicular i el procés d'audició resultaria ineficaç (gran part del so es perdria):
- Part de la vibració penetraria en el sistema auditiu.
- Part de la vibració rebotaria sobre el cap i tornaria en la direcció de què procedia. (reflexió).
- Part de la vibració aconseguiria rodejar el cap i continuar el seu camí. (difracció).